# Die Sklavin und der Obstverkäufer

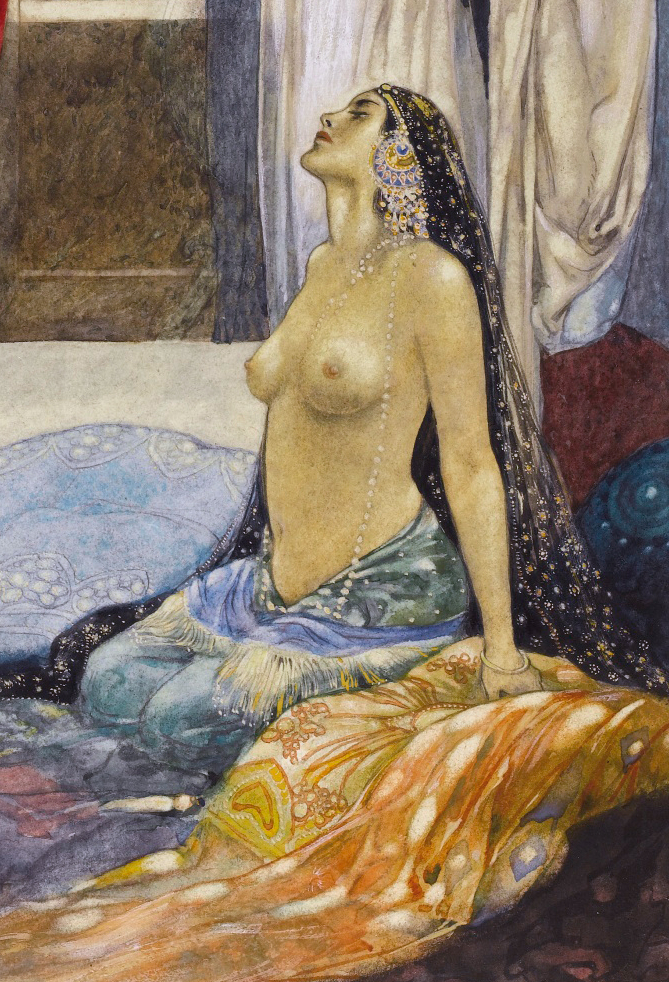
Die Sklavin. Gemälde von René Bull (1872–1942).

Die Sklavin und der Obstverkäufer ist eine pornografische Erzählung aus Tausendundeiner Nacht. In der Arabian Nights Encyclopedia wird sie nicht aufgelistet, jedoch von anderen Autoren als eigenständige Geschichte aufgeführt. Sie ist Teil der Erzählung The Tale of the Sultan and His Sons and the Enchanting Bird (ANE 374), die zur größeren Erzählung The Tale of the Qâdî and the Bhang-eater zählt. (ANE 370, → Tausendundeine Nacht – Liste der Geschichten).
In der Geschichte kümmert sich eine Sklavin mit eigenwilligen Methoden um eine Erektionsstörung.

## Handlung
Ein Sultan befahl für den Mann, der ihm Obst gebracht hatte, eine schöne Sklavin zu holen. Seit er die Sklavin einst gekauft hatte, hatte er sie nicht beschlafen. Nun kam die Sklavin in prächtigen Kleidern herbei und legte sich mit dem Mann nieder, der sie nun beschlafen wollte, doch sein Glied regte sich nicht und er wusste nicht warum. Darauf begann die Sklavin sein Glied zu reiben und mit ihm zu spielen, doch es wurde immer weicher. Daraufhin sagte die Sklavin: "Möge Gott dir reiche Belohnung für dein Glied geben!" und sie holte einen Sack und entnahm ihm Bestattungssachen und Taschentücher. Daraufhin verrichtete sie an ihm die islamische Totenwaschung und wickelte das Glied in die Taschentücher ein, wo bei einem Leichentuch. Daraufhin rief sie andere Sklavinnen herbei und sie begannen über seinem eingewickelten Glied zu weinen. 
Am nächsten Tag ließ der Sultan den Mann holen, der ihm von dem Geschehenem erzählte. Der Sultan lachte herzhaft und erklärte, dass wenn die Sklavin Erfolg hatte, sie nur für ihn passen würde. Daraufhin holte er sie her, um sie zu beschlafen und überließ dem Mann dafür ihre prachtvolle Wohnstätte mit allem Inhalt. 

## Hintergrund
In ihren Ausgaben von Tausendundeine Nacht listen Richard Francis Burton und Felix Tauer die Erzählung als eigenständige Geschichte auf, wobei Burton – anders als zuvor im Inhaltsverzeichnis – sie im Text aber nicht mit eigenem Titel aufführt.

## Ausgaben
- Richard Francis Burton: Arabian Nights, Burton Club, 1900 (Erstausgabe 1885–1888), Band 14, S. 199–201.
- Felix Tauer: Neue Erzählungen aus den Tausendundein Nächten, Insel Taschenbuch, Frankfurt am Main 1989, Band 1, S. 221f.